# Armin Schweizer
Armin Schweizer (* 28. April 1892 in Zürich; † 8. Oktober 1968 ebenda) war ein Schweizer Schauspieler.

## Leben
Der gelernte Koch nahm Schauspielunterricht bei Karl Ebert und kam 19-jährig als Eleve an das Deutsche Theater in Berlin, wo er im Herbst 1912 sein erstes Engagement erhielt.
Die kommenden drei Jahrzehnte blieb er in Berlin und trat von 1918 bis 1929 an der Volksbühne, weiter am Rose-Theater und am Deutschen Künstlertheater «Societät» und von 1936 bis 1943 am Deutschen Theater unter Heinz Hilpert auf. In den 1930er Jahren erlangte seine Tätigkeit beim Film erhebliche Bedeutung, wo er in kleinen bis mittelgrossen Nebenrollen zu sehen war. Oft verkörperte er dabei komische Figuren.
Gelegentlich kehrte er in seine schweizerische Heimat zurück und wirkte dort bei Filmproduktionen mit, andererseits stand er auch bei deutschen Propagandafilmen wie Blutsbrüderschaft und Ohm Krüger vor der Kamera. Schweizer stand 1944 in der Gottbegnadeten-Liste des Reichsministeriums für Volksaufklärung und Propaganda.
Erst 1944 ging er endgültig in seine Heimatstadt und nahm ein Engagement an das Schauspielhaus Zürich an. Hier wirkte er bis 1960 und war ausser im klassischen Theater auch im Cabaret Cornichon zu sehen. Seine Filmkarriere setzte er nach dem Krieg vor allem in der Schweiz fort. Bekannt und beliebt wurde er in der Schweiz in den 1950er Jahren als Elektriker Töbeli in der Hörspielserie und dem Spielfilm Polizischt Wäckerli.
Auf dem Zürcher Friedhof Rehalp befindet sich symbolisch ein Grab (lt. Stadt Zürich). Seine Grabstätte wurde aufgehoben.

## Filmografie
- 1918: Der Rattenfänger
- 1919: Der Galeerensträfling (2 Teile)
- 1920: Der Richter von Zalamea
- 1933: Wie d’Warret würkt
- 1934: Abenteuer eines jungen Herrn in Polen
- 1934: Hermine und die sieben Aufrechten
- 1934: Das verlorene Tal
- 1935: Jä-soo!
- 1935: Stradivari
- 1935: Anschlag auf Schweda
- 1935: Der Mann mit der Pranke
- 1936: Der Abenteurer von Paris
- 1936: August der Starke
- 1936: Der Herr Papa
- 1936: Die lustigen Weiber
- 1936: Flitterwochen
- 1936: Der Kaiser von Kalifornien
- 1936: Der schüchterne Casanova
- 1937: Die Kreutzersonate
- 1937: Kleine Scheidegg
- 1937: Der Mustergatte
- 1937: Der Berg ruft
- 1938: Nanon
- 1939: Kitty und die Weltkonferenz
- 1939: Paradies der Junggesellen
- 1939: Die unheimlichen Wünsche
- 1939: Ich bin gleich wieder da
- 1939: Mann für Mann
- 1939: Kriminalkommissar Studer (Wachtmeister Studer)
- 1940: Die gute Sieben
- 1940: Die lustigen Vagabunden
- 1940: Aus erster Ehe
- 1940: Bal paré
- 1940: Die 3 Codonas
- 1940/42: Der große König
- 1941: Das himmelblaue Abendkleid
- 1941: Jakko
- 1941: Tanz mit dem Kaiser
- 1941: … reitet für Deutschland
- 1941: Blutsbrüderschaft
- 1941: Ohm Krüger
- 1942: Die große Liebe
- 1942: Meine Frau Teresa
- 1943: Münchhausen
- 1943: Marie-Louise
- 1943: Wenn die Sonne wieder scheint
- 1944: Junge Herzen
- 1944/48: Eine alltägliche Geschichte
- 1947: § 51 – Seelenarzt Dr. Laduner (Matto regiert)
- 1948: Nach dem Sturm
- 1952: Heidi
- 1955: Banditen der Autobahn
- 1955: Polizischt Wäckerli
- 1956: In allen Gassen wohnt das Glück (Oberstadtgass)
- 1956: Von der Liebe besiegt
- 1957: Konditorei Zürrer (Bäckerei Zürrer)
- 1957: Die Angst vor der Gewalt (Der 10. Mai)
- 1957: Spalenbärg 77a
- 1958: Die Käserei in der Vehfreude
- 1959: Hast noch der Söhne ja